# بليسي فينتر
بليسي فينتر (بالإنجليزية: Blaise Winter)‏ هو لاعب كرة قدم أمريكية أمريكي، ولد في 31 يناير 1962 في بلوفيلت في الولايات المتحدة.

## وصلات خارجية
- الموقع الرسمي
- بليسي فينتر على موقع مرجع كرة القدم المحترفة.كوم (الإنجليزية)